# Chính sách thị thực của Maldives
Maldives cấp thị thực miễn phí hoặc thị thực tại cửa khẩu có hiệu lực 30 ngày và có thể gia hạn thành 60 ngày với phí Rf.700 với tất cả các quốc gia trên thế giới trừ công dân của Ấn Độ và Brunei.
Công dân của Ấn Độ có thể đến Maldives 90 ngày không cần thị thực. Công dân của Brunei có thể xin thị thực tại cửa khẩu có hiệu lực tối đa 15 ngày.

## Thống kê du khách
Hầu hết du khách đến Maldives đều đến từ các quốc gia sau:
| Quốc gia       | 2016      | 2015      |
| -------------- | --------- | --------- |
| Trung Quốc     | 324.326   | 359.514   |
| Đức            | 106.381   | 105.132   |
| Vương quốc Anh | 101.843   | 92.775    |
| Ý              | 71.202    | 65.616    |
| Ấn Độ          | 66.955    | 52.368    |
| Nga            | 46.522    | 44.323    |
| Pháp           | 40.487    | 42.024    |
| Nhật Bản       | 39.894    | 39.244    |
| Hoa Kỳ         | 32.589    | 29.308    |
| Thụy Sĩ        | 31.678    | 31.923    |
| Tổng           | 1.286.135 | 1.234.248 |